# Secció d'hoquei sobre patins del RCD Espanyol
La secció d'hoquei patins del Reial Club Deportiu Espanyol va ser creada l'any 1942, esdevenint un dels clubs pioners en aquest esport, que va aconseguir nombrosos èxits. Va ser un dels clubs fundadors de la Lliga espanyola d'hoquei patins.
Fins a la dècada de 1970 fou el gran club dominador de l'hoquei patins i el que més èxits aconseguí, destacant 11 Copes espanyoles i 15 Campionats de Catalunya.
A nivell internacional cal destacar que l'equip conquistà la prestigiosa Copa de les Nacions de 1953.
Si bé l'any 1972 va cessar les seves activitats, no es va dissoldre formalment fins a l'any 1996.
El 13 de juliol de 2017 aparegué el Seccions Deportives Espanyol, club d'hoquei patins barceloní amb voluntat de recuperar el llegat de la secció blanc-i-blava.

## Palmarès
- 11 Copes espanyoles:
  - 1944, 1947, 1948, 1949, 1951, 1954, 1955, 1956, 1957, 1961, 1962
- 15 Campionats de Catalunya:
  - 1943, 1944, 1946, 1947, 1948, 1949, 1950, 1951, 1952, 1953, 1955, 1956, 1958, 1961, 1969
- 2 Copes Germans Pironti:
  - 1943, 1946
- 1 Copa de les Nacions:
  - 1953Nota 1

## Jugadors destacats
- Joan Antoni Samaranch
- Francisco Valsecchi (1943-1948)[3]
- Tito Mas (1943-1953)[3]
- Jordi Trias (1943-1962)[3]
- Lluís Rubió (1944-1949)[3]
- Pere Nadal (1947-1950)[3]
- Josep Soteras (1950-1957)[4]
- Josep Lorente i Miralles (1950-1952)
- Carlos Largo (1959-1960)[3]
- Joan Colomé (1959-1963)[3]
- Enric Roca (1959-1966)[3]
- Ricard Brasal (1960-1964)[3]
- Joan Brasal (1960-1964)[3]
- Ramon Pons (1963-1966)[3]
- Miquel Pagès (1966-1968)[3]
- Enric Carbonell (1968-1972)[3]